# جیانلوکا لیتری
جیانلوکا لیتری (انگلیسی: Gianluca Litteri؛ زادهٔ ۶ ژوئن ۱۹۸۸) بازیکن فوتبال اهل ایتالیا است.
از باشگاه‌هایی که در آن بازی کرده‌است می‌توان به باشگاه فوتبال اینتر میلان، باشگاه فوتبال کوزنتسا کالچو، باشگاه فوتبال ویرتوس انتلا، باشگاه فوتبال سالرنیتانا، باشگاه فوتبال اسلاویا پراگ، باشگاه فوتبال چیتادلا، باشگاه فوتبال لاتینا، باشگاه فوتبال ویچنزا، و باشگاه فوتبال ترنانا اشاره کرد.